# Włodzimierz Fruczek
Włodzimierz Fruczek (ur. 3 czerwca 1952 w Warszawie, zm. 15 listopada 2023 tamże) – polski artysta plastyk, uprawiający rysunek, malarstwo, grafikę, rzeźbę i performance. Prekursor polskiego street artu: pierwszy polski artystyczny grafficiarz, pionier wśród twórców artystycznych murali w Polsce.
Włodzimierz Fruczek pochodził ze starej warszawskiej rodziny. Był synem Zygmunta (1913–1990, kawalera Orderu Virtuti Militari, przed wojną oficera 1 Gdyńskiego Batalionu Morskiej Brygady Obrony Narodowej, po wojnie dyrektora Departamentu Eksploatacji w Ministerstwie Żeglugi, doradcy wicepremiera Stefana Jędrychowskiego do spraw rybołówstwa morskiego i wieloletniego dyrektora Morskiego Instytutu Rybackiego) i Krystyny (1921–1989) z domu Prochnau. Włodzimierz Fruczek odbył w dzieciństwie parę dłuższych podróży zagranicznych z rodzicami.

## Twórczość
Włodzimierz Fruczek stworzył pierwsze murale w Polsce w 1970 roku. Będąc wtedy uczniem liceum im. Mikołaja Kopernika, namalował na wielkiej, ślepej, ceglanej ścianie budynku przy ul. Grzybowskiej w Warszawie w okolicy skrzyżowania z ul. Żelazną szereg zarysów białych, wykrzywionych, stojących nieruchomo, trzymających się za ręce, samotnych, upadających, wyciągających dłonie ku słońcu postaci. Niektórym kojarzyły się z policyjnymi obrysami sylwetek ofiar na miejscach zbrodni. Kolejne murale powstały na ścianach budynków przy ul. Waliców 14 i na rogu ul. Żelaznej i ul. Chłodnej. Anonimowe postacie szybko stały się elementem miejskiej legendy. Atmosfera dzielnicy pełnej zrujnowanych domów i melin potęgowała przekaz, że postacie te wnoszą istotny, duchowy element w ten zapuszczony rejon. Mówiono, że postacie te są memento tragicznej historii Woli i znajdującego się tuż obok warszawskiego getta: że przypominają o milczącej przeszłości, o egzekucjach i eksterminacji tutejszej ludności. Malunek wykonany na ślepej ścianie kamienicy przy ul. Waliców 14 przedstawiał scenę rozstrzelania i jako jedyny miał tytuł: Taniec śmierci. Była to spontaniczna, emocjonalna reakcja twórcy na otaczające go pozostałości wojny i Zagłady. Te pierwsze murale wyprzedziły nawet nowojorskie graffiti, których początek szacuje się na 1973 rok. Znalazły się one na okładce monografii Sikorskiego i Rutkiewicza o historii graffiti w Polsce.
Fruczek nie ukończył później żadnej szkoły artystycznej. Przez pewien czas pracował jako dekorator w Centrali Rybnej.
Pod koniec życia pracował w swojej pracowni przy ul. Żytniej w Warszawie. Tam wykonał m.in. pomnik z płaskorzeźbą Matki Bożej Powstańczej stojący obecnie na cmentarzu wojennym 1939 roku w Ołtarzewie. Był autorem małych form rzeźbiarskich, aranżacji przestrzennych i scenografii. Przedstawiał również własne formy wypowiedzi artystycznych „z dala od modnych trendów”. Miał w swoim dorobku parę wystaw indywidualnych. Wspierał również swoją twórczością warszawskie inicjatywy społeczne.
Został pochowany 22 listopada 2023 roku w grobie rodzinnym (kwatera 192, rząd 4, miejsce 14) na cmentarzu Powązkowskim w Warszawie.